# Keşkül
Il Keşkül o keşkül-ü fukara (soprattutto a Istanbul, in turco ottomano significa letteralmente "ciotola dei poveri")  è un budino turco 
al latte a base di latte, mandorle, zucchero comune e amido o farina di riso.
Il Keşkül si prepara con una notevole quantità di mandorle tritate e, una volta cotto e freddo, può essere decorato con mandorle affettate o con pistacchi freschi. Molte volte, soprattutto in estate, viene servito con una pallina di dondurma in cima.
A volte questo dolce viene preparato senza utilizzare le mandorle le quali vengono sostituite per motivi economici con farina di grano: quindi si chiama yalancı keşkül ("keşkül bugiardo").